# María Pineda
María Pineda (Málaga, 12 de diciembre de 1960-Ibídem, 4 de abril de 2015) fue una modelo, actriz y empresaria española.

## Biografía
Se dio a conocer en 1978 a los 17 años al quedar primera dama de honor del certamen de Miss España.  Su popularidad se acrecentó cuando comenzó una relación sentimental con el bailaor Joaquín Cortés, con el que estuvo emparejada desde 1994 a finales de 1996. Desde entonces fue una cara habitual de la prensa y programas de corazón. 
También trabajó en televisión como actriz y colaboradora de programas durante muchos años. 
La enfermedad de cáncer se le diagnosticó en 2009 cuando contaba con 48 años de edad. Según dijo, muchos familiares suyos habían fallecido a causa de esa enfermedad. Su hermano falleció en 1987 víctima de accidente de tráfico a la temprana edad de 18 años  y su madre de cáncer en 1988. 
María falleció la noche del 4 de abril de 2015  los 54 años, tras una larga lucha de seis años contra el cáncer de pulmón. Su pareja era el empresario Emilio Molina. Fue incinerada el 5 de abril de 2015 en el Cementerio Municipal de Málaga.

## Filmografía
- 1992, Una estación de paso, Gracia Querejeta.

## Televisión
- 2001 - 2014, Pasapalabra (31 programas como concursante)
- 2013, Hay una cosa que te quiero decir (como invitada)
- Sálvame Deluxe (3 entrevistas)
- 2003, La isla de los famosos (2ª finalista, 53 días de convivencia)